# Ga Sinyongsan
Ga Sinyongsan (Tiếng Hàn: 신용산역, Hanja: 新龍山驛) là ga nằm trên Tàu điện ngầm vùng thủ đô Seoul tuyến 4. Mặc dù không có sự chuyển giao hành khách kết nối tại ga này, phải đi bộ một khoảng ngắn để đến Ga Yongsan trên tuyến 1 từ lối thoát số 3 và 4. Đoạn phía Tây Nam của Yongsan Garrison có thể duy cập dễ dàng từ ga này.
Nhà ga nằm ở Hangangno-2-ga, Yongsan-gu, Seoul.

## Bố trí ga
| Samgakji ↑ |
| \| N/B     |
| ↓ Ichon    |

| Hướng Bắc | ● Tuyến 4 | ← Hướng đi Jinjeop |
| Hướng Nam | ● Tuyến 4 | → Hướng đi Oido →  |

## Vùng lân cận
- Korail Ga Yongsan cho KTX, Saemaul, tàu Mugunghwa.